# Cut The Knot
Cut The Knot est un site web de vulgarisation mathématique comportant différents exercices et leçons ainsi qu'une petite base de données de problèmes mathématiques en anglais, gratuit (financé par encarts publicitaires), géré par Alexander Bogomolny. Il a reçu plus de vingt distinctions de la part d'éditeurs scientifiques ou pédagogiques, dont un prix internet du Scientific American en 2003, le prix du Guide internet Encyclopædia Britannica et le prix Netwatch (« veille du net ») de la revue Science. Son nom (littéralement : « couper-le-nœud ») fait allusion à la légende selon laquelle Alexandre le Grand résolut le problème du nœud gordien en le tranchant.